# Anthodioctes vernoniae
Anthodioctes vernoniae is een vliesvleugelig insect uit de familie Megachilidae. De wetenschappelijke naam van de soort is voor het eerst geldig gepubliceerd in 1911 door Schrottky.